# Heilig-Grab-Kapelle in Sand

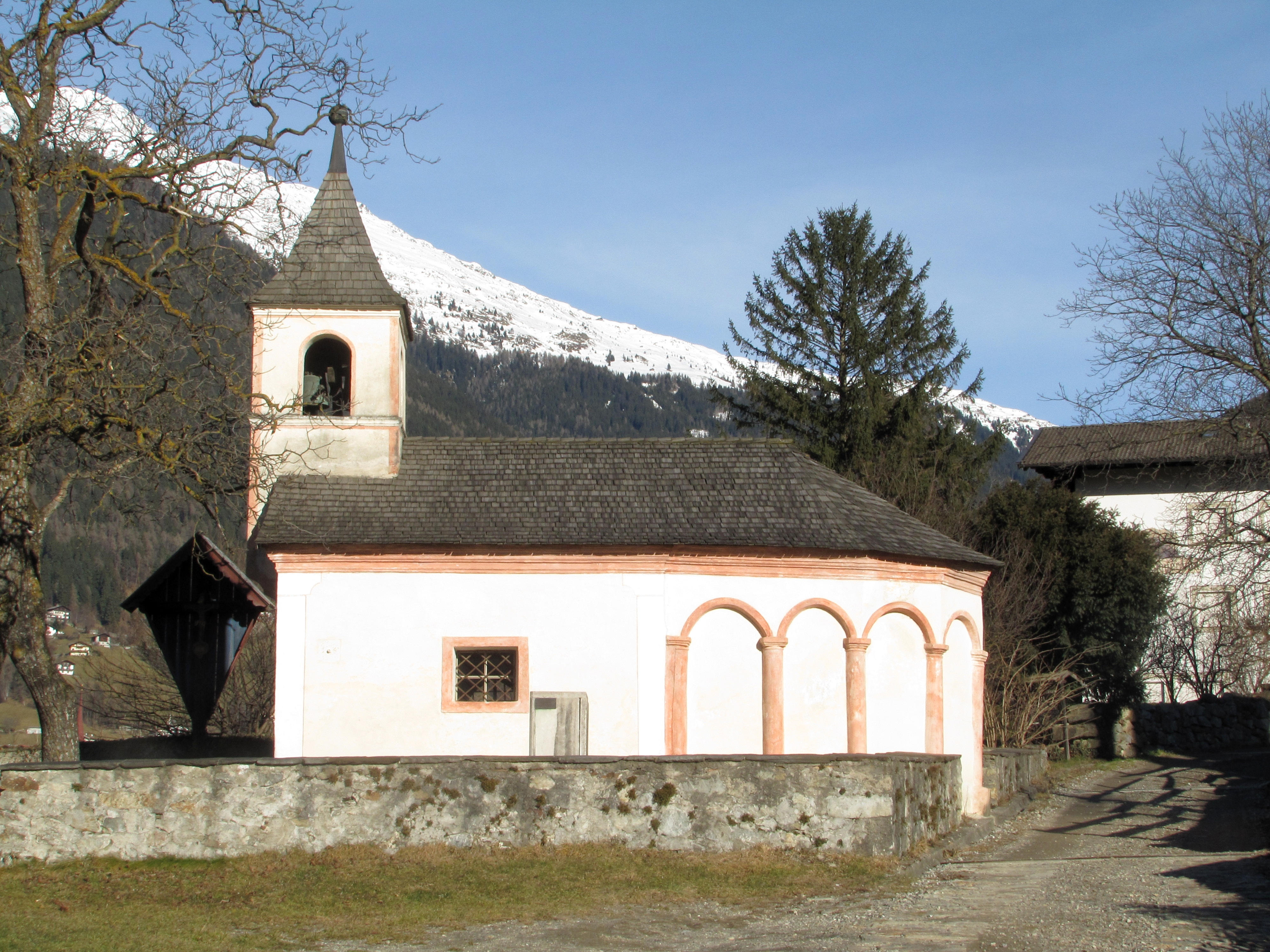
Heilig-Grab-Kapelle in Sand

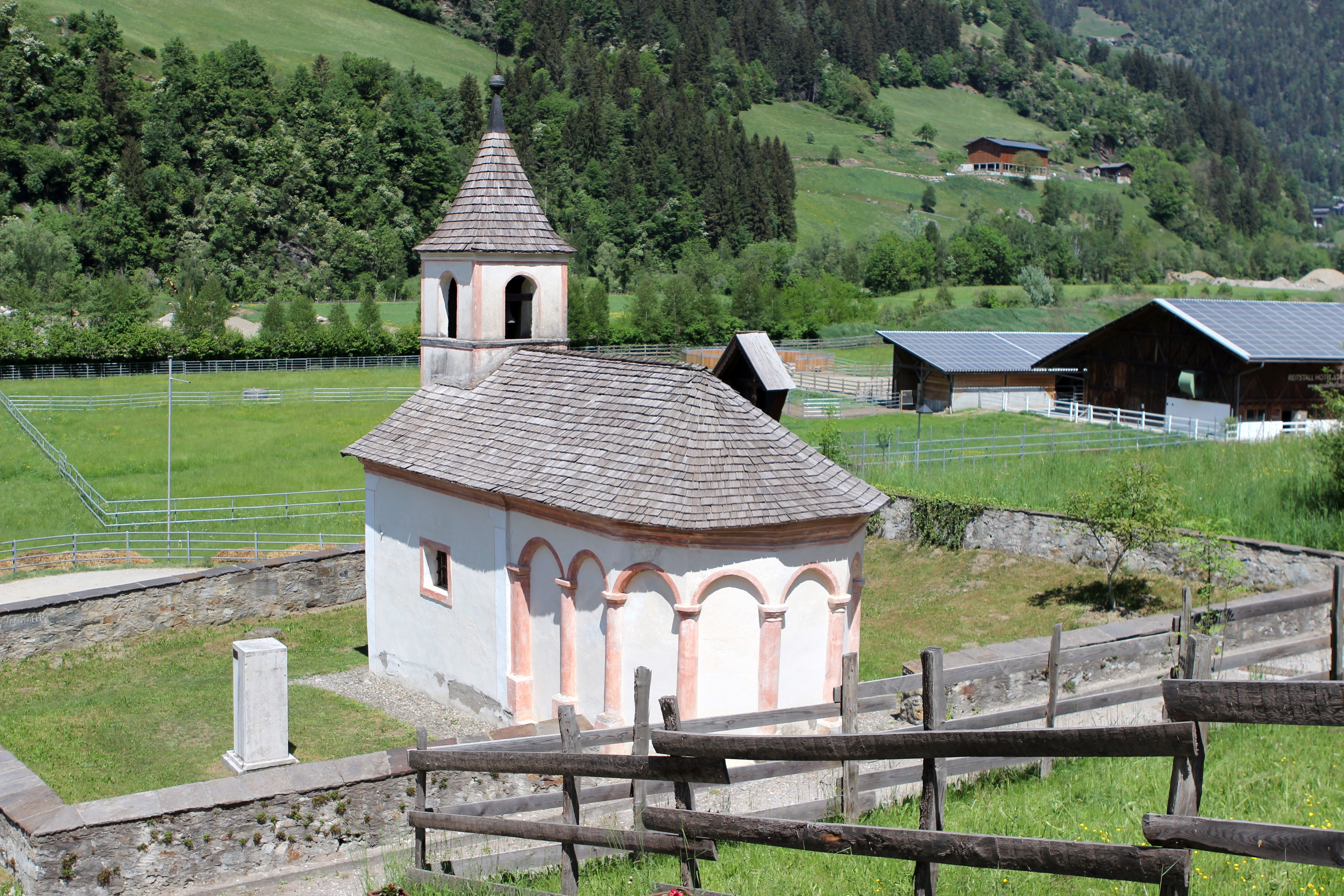
Ansicht von Süden

Die Heilig-Grab-Kapelle in Sand, auch Unser Herr im Grab am Sandwirtshaus, in der Gemeinde St. Leonhard in Passeier in Südtirol ist ein geschütztes Baudenkmal. Das Kirchweihfest ist am Freitag vor der Karwoche.

## Geschichte
Der wohlhabende Gerichtsanwalt Kaspar Hofer, Urgroßvater von Andreas Hofer, welcher 1680 das Anwesen Sandwirt übernommen hatte, stiftete neben seinem Hof in Passeier die dem Heiligen Grab nachempfundene Kapelle, nach seiner Rückkehr von einer Pilgerreise in das Heilige Land. 1698 erfolgte die Einweihung. Die Kapelle im Weiler Sand dient seit seiner Gründung als Filialkirche der Pfarre St. Leonhard in Passeier. Das Gotteshaus besitzt einen Dachreiter, außen am Chor Blendarkaden sowie im Inneren ein mit Stuck verziertes Kreuzgratgewölbe. Die auf dem Altar vermögende Stiftung beinhaltete früher die Abhaltung bestimmter jährlicher Messen. Zudem bat man dort für das Sandwirtshaus um Schutz vor Überflutungen und Murenabgänge. In der Nähe wurde von 1883 bis 1899 auf Initiative des Tiroler Landtages die Votivkapelle Herz-Jesu in Sand errichtet. Am 23. April 1982 erfolgte die Unterschutzstellung von Seiten des Südtiroler Landesdenkmalamtes.